# Guacamai verd gros
El guacamai verd gros (Ara ambiguus) és un gran lloro, per tant un ocell de la família dels psitàcids que habita zones de selva humida i encara terres de conreu d'Amèrica Central i del Sud, al vessant del Carib d'Hondures, Nicaragua i Costa Rica, ambdues vessants de Panamà, nord-oest de Colòmbia i oest de l'Equador.
Són els lloros majors d'aquelles zones on hi viuen, fent una mitjana de 85 - 90 cm de llarg i 1,3 kg de pes. Són principalment verds, amb un front vermell i una zona blava pàl·lida a la part inferior de l'esquena i la gropa. Cua rogenca amb l'extrem de color blau molt clar. Pell nua de la cara de color blanquinós amb fines vires de plomes negres. Iris groc.